# エイビーロード
『AB-ROAD』（エイビーロード）は、株式会社リクルートが運営する、海外旅行に関する情報検索のウェブサイトおよびアプリ。

## 概要
ウェブサイトおよびアプリ上で、海外旅行に関するパッケージツアー（フリープランを含む）・航空券・ホテルの検索・比較が可能となっている。
パッケージツアーと海外航空券に関しては、日本の150以上の旅行会社による旅行商品一覧が検索でき、海外ホテルに関しては、同じリクルートの運営するじゃらんnetのラインナップを検索することができる。
パッケージツアーと海外航空券の予約に関しては、利用者各自が旅行会社に問い合わせて行う。海外ホテルの予約に関しては、リンク先のじゃらんnet内で行うことになる。

## 沿革
元々は、1984年に創刊された、月刊の海外旅行情報誌である。雑誌名の由来は、英語の abroad （アブロード、「海外へ」の意味）から。当初は国内ツアーも掲載されていたが、『じゃらん』として分離された。
それまで旅行会社でのカウンターとパンフレットが中心であった海外旅行を、複数の旅行会社のツアーを簡単に比較検討できるようにしたことにより、海外旅行を身近な存在にした功績は大きい。その結果、創刊されて間もない昭和後期のヨーロッパなどといった遠距離のパッケージツアーは10日前後の周遊が中心で、3週間の長期ツアーも存在したが、後にパリ5日間、ロンドン5日間などのツアーが登場し、3週間を超えるツアーは全くと言っていいほど見かけなくなった。
1986年頃に『ウィークリー経済』（テレビ東京）でテレビCMが流れるなど、1990年前後には多彩なCM戦略を繰り広げた。「マイムマイム」や「帰って来たヨッパライ」の替え歌がCMソングに使われてもいた。1994年から1995年まで、同誌の西日本版誌『AB-ROAD WEST』（エイビーロード ウエスト）のテレビCMが関西など一部地域で放送された。旅行者が求める旅先での様々なシチュエーションに、ウクレレを手にした男性外国人3人が歌いながら乱入してくるというコミカルな内容のCMだった。
エイビーロードの普及により、従来は6か月単位だった海外旅行商品の価格設定サイクルが月間単位に変わったが、その後の1990年代後期からインターネットが普及したことにより、毎日の商品価格変更が可能となった。特に、2001年のアメリカ同時多発テロ事件以降は旅行商品の価格競争は熾烈さを増し、毎日の設定変更が常識となった。そのため、雑誌媒体で提供できる価格情報は鮮度の問題を抱え、ユーザーのネットシフトも顕著となる。そこでリクルートは、2006年9月発売号を最後に雑誌『エイビーロード』を休刊すると共に、1997年より運営していたウェブサイト『エイビーロードネット』を『エイビーロード』に名称変更し、一本化することになった。
2021年3月31日をもってサービス終了。